# Know Nothing

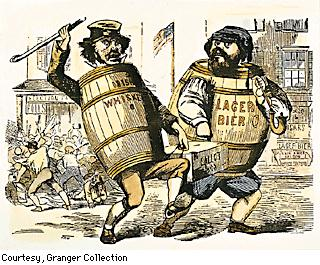
Caricatura dels anys 1850 on es representen els immigrats irlandesos i alemanys sota la forma de bótes de Whisky i de cervesa Lager anant a votar.

Els Know Nothing és el nom amb el qual es coneixien els membres d'un moviment polític xenòfob i nativista estatunidenc del segle xix.
Aquesta denominació s'origina, ja que en un inici el moviment estava estructurat com una societat secreta, els membres de la qual responien quan eren interrogats amb un "I Know Nothing" (en català; no en sé res).

## Idees polítiques
El moviment nativista estava fonamentat en l'oposició de la burgesia i de les classes mitjanes protestant a la immigració massiva d'europeus catòlics (principalment originaris d'Irlanda i l'Alemanya meridional). Els know nothing pensaven que la comunitat catòlica estava sotmesa al seu clergat i era percebuda com un cavall de Troia de la política del Papa contrària a les idees liberals i democràtiques dels Estats Units. Sobre la qüestió de l'esclavisme estaven dividits.
A partir de 1854 l'American Party va ser l'encarnació d'aquest moviment, el qual propugnava:
- Limitació estricta de la immigració, especialment de catòlics.
- Limitació de l'accés als llocs de responsabilitat per a reservar-los als nascuts als Estats Units.
- Instauració d'un termini de 21 anys per a obtenir la nacionalitat estatunidenca als immigrants.
- Limitacició de l'accés al professorat públic quedant només per als protestants.
- Instaurar la lectura de la Bíblia protestant a les escoles públiques.
- Restringir la venda d'alcohol.

## Èxits polítics
No aconseguiren la presidència dels Estats Units en les eleccions celebrades el 1856 però abans, el 1844, s'escollí a Thomas A. Davis com a alcalde de Boston. Oposats al Partit Demòcrata dels Estats Units, que incorporava nombrosos irlandesos catòlics entre els seus membres, el desmantellament del partit Whig va fer que molts dels seus membres es passessin a les files nativistes. El 1854 tingueren èxit a Pennsilvània i Nova Anglaterra especialment a Massachusetts, on el Know-Nothing Henry Gardner va ser el governador. A Filadèlfia també tingueren una gran victòria. Com a anècdota els nativistes llençaren al riu Potomac el bloc de granit ofert pel Papa per al monument a George Washington. Un diputat Know-Nothing de Massachusetts, va ser elegit president de la Cambra dels Representants dels Estats Units. l'American Party aconseguí un senador i 51 representants al Congrés dels Estats Units esent així la tercera força política.

## Declivi
Malgrat els seus èxits electorals, encara en tindrien a Ohio i Chicago, entre 1855 i 1859 el partit entra en declivi especialment per l'emergència del Partit Republicà i de la volatilitat dels membres del partit nativista. A Louisville (Kentucky), la rivalitat entre Know-Nothing i Demòcrates va portar a la mort a unes vint persones i nombroses destruccions, episodis similars tingueren lloc a Baltimore (1856), Washington (1857) i a Nova Orleans, on les eleccions estigueren marcades per enfrontaments entre bandes contràries.
Cap a principi del segle XX el mot nativista té, als Estats Units, connotacions pejoratives.

## Al cinema
Aquest moviment està representat a la pel·lícula de 2002 Gangs of New York dirigida per Martin Scorsese. Al film, el personatge de Bill "El Carnisser" Cutting, interpretat per Daniel Day-Lewis, és la versió ficcionada del líder dels Know Nothing, William Poole.